# Zbigniew Matwiejew
Zbigniew Matwiejew (Gliwice, 14 febbraio 1949) è un ex schermidore polacco, vincitore di una medaglia d'argento ai campionati mondiali di scherma.